# Trafalgar-Klasse (1887)
Die Trafalgar-Klasse war eine Klasse von Panzerschiffen (Schlachtschiffen) der britischen Royal Navy, die aus den Schiffen HMS Trafalgar und HMS Nile bestand. Die Schiffe erhielten ihre Namen nach Seeschlachten aus den napoleonischen Kriegen, die die Royal Navy unter dem Kommando Admiral Nelsons für sich entscheiden konnte.

## Geschichte

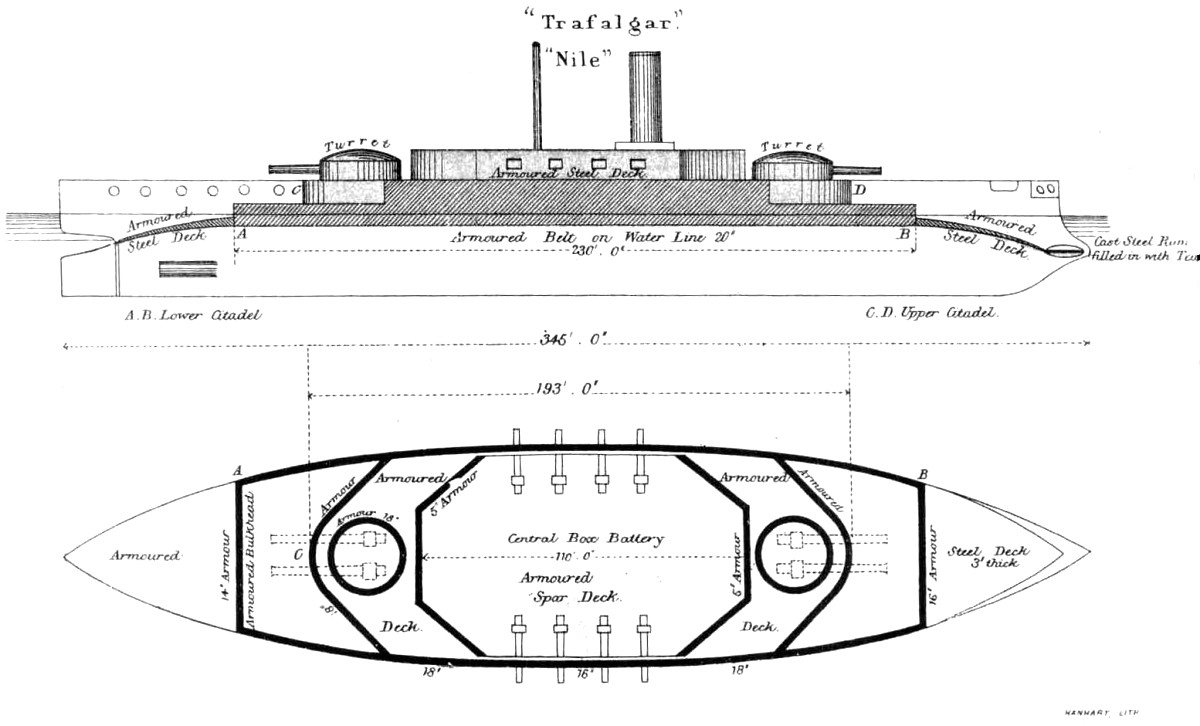
Seitenriss und Decksplan nach Brassey’s annual 1888-9

Die Trafalgar-Klasse entstand in der Epoche des Überganges vom klassischen Panzerschiff zum modernen Schlachtschiff. Die günstigste Form der Aufstellung der Waffen in zwei Zwillingstürmen war bereits gefunden. Ebenso hatte sich die Verbunddampfmaschine als Antrieb durchgesetzt. Fragen der Ausbildung des Panzerschutzes waren jedoch noch ungeklärt. Die Trafalgar-Klasse besaß einen Gürtelpanzer, seine günstigste Form war jedoch noch nicht gefunden. Hochfester Stahl stand für die Panzerung noch nicht zur Verfügung. Die Hauptbewaffnung war bereits in Panzertürmen installiert, allerdings ging man unter anderem wegen der Gewichtsprobleme bei der nachfolgenden Klasse wieder zur offenen Aufstellung in Barbetten zurück. Kennzeichnend für die Trafalgar-Klasse war der geringe Freibord. Die Schiffe waren die letzten Schlachtschiffe der Royal Navy mit einem derartig geringen Freibord. Derartige Konstruktionen wurden einige Jahre bevorzugt. Dadurch sollte das Schiff im Gefecht eine kleinere Zielfläche bieten und Treffer vermieden werden. Ein kleinerer Rumpf erlaubte auch eine stärkere Panzerung. Die Folge des geringen Freibords von ca. 3 m war jedoch, dass die Schiffe bei rauer See praktisch nicht einsetzbar waren. Dieser Nachteil wurde dadurch umgangen, dass die Schiffe den Großteil ihrer Dienstzeit im relativ ruhigen Mittelmeer verbrachten.
Zur Zeit ihrer Konstruktion war man der Auffassung, dass große Schiffe sehr verwundbar seien. Sie böten ein gutes Ziel für Torpedos und konnten diesen kaum ausweichen. Daher sollten sie durch kleinere, weniger verwundbare und weniger wertvolle Schiffe ersetzt werden. Beispielsweise erklärte der Parlamentarische Sekretär der Admiralität dem Parlament, dass diese Schiffe die letzten großen Schiffe seien, die in diesem oder anderen Ländern gebaut wurden. Tatsächlich vergingen noch nahezu fünfzig Jahre, bis durch das torpedotragende Flugzeug das Ende der Schlachtschiffe begann. Dessen ungeachtet fanden diese Ideen Anhänger in anderen Ländern, wie in Frankreich, wo die Ideen der Jeune Ecole den Bau moderner Schlachtschiffe lange Zeit verhinderten. Die Trafalgar-Klasse wurde von der erfolgreichen Royal-Sovereign-Klasse gefolgt.

## Konstruktion
Auf Kiel gelegt 1896, wurden die Schiffe von William Henry White als verbesserte Versionen der Admiral- und Victoria-Klasse entworfen. Sie hatten eine größere Verdrängung, die eine Verbesserung des Panzerschutzes erlaubte. Der bisher gleichmäßig starke Gürtelpanzer wurde zugunsten eines Panzers aufgegeben, der mittschiffs stärker als an den Enden war.
Ursprünglich waren acht 5-inch-Kanonen als Sekundärbewaffnung vorgesehen. Der ursprüngliche Entwurf wurde jedoch zugunsten von sechs 4,7-inch-Schnellfeuerkanonen (QF-quick fire) zum Kampf gegen Torpedoboote abgeändert. Dadurch stieg die Verdrängung um 60 tons, was teilweise auch auf die größere mitgeführte Munitionsmenge zurückzuführen war. Dies war einer der Gründe für das Überschreiten der projektierten Verdrängung um insgesamt 600 tons, was zu einem um ca. 30 cm größeren Tiefgang führte.

## Schiffe der Klasse

### HMSTrafalgar
HMS Trafalgar wurde mit Ausnahme der Hauptbewaffnung in nur drei Jahren und drei Monaten fertiggestellt. Die Verzögerung in der Herstellung der Geschütze bewirkte, dass sie erst am 2. April 1890 als 2. Flaggschiff der Mittelmeerflotte in Dienst gestellt wurde. Sie diente in dieser Position bis zum Oktober 1897, als sie in Portsmouth aufgelegt wurde. Sie verblieb bis 1907 in der Reserve und wurde nach Sheerness verlegt, um als Ausbildungsschiff für Geschütz- und Torpedobedienungen zu dienen. Im April 1909 kehrte sie in den aktiven Dienst in die 4. Division der Home Fleet zurück. Am 9. März 1911 wurde sie verkauft.

### HMSNile
HMS Nile durchlief die Flottenerprobung im Juli 1890 unter Ballast, da Geschütze und Lafetten noch nicht geliefert waren. Nach der Lieferung wurde sie am 30. Juni 1891 in Portsmouth in Dienst gestellt. Nach der Teilnahme an Flottenmanövern wurde sie der Mittelmeerflotte zugeteilt. Im Januar 1898 kehrte sie aus dem Mittelmeer zurück und wurde Wachschiff in Devonport. Im Februar 1903 kam sie zur Reserve. Dort verblieb sie bis zum Verkauf am 9. Juli 1912.